# 奧得河畔法蘭克福要塞師
奧得河畔法蘭克福要塞師（德語：Festungs-Division Frankfurt an der Oder）是第二次世界大战期间德国陆军的一个要塞师，活跃于1945年战争的最后几个月。
奥得河畔法兰克福市控制着奥得河的主要渡口之一，从东部推进的苏联军队可以通过该市横渡奥得河到达柏林。该师成立于1945年1月，旨在加强该地区的防御工事并保卫城市，以应对维斯瓦河-奥得河攻势期间苏军的进攻，该攻势将攻击部队推向了奥得河东岸。从2月起奧得河畔法蘭克福要塞師隶属于第9集团军。
它包含四个堡垒掷弹兵团，堡垒掷弹兵团由人民冲锋营和临时警报部队以及支援炮兵、工兵和反坦克部队组成。
该师在2至4月期间坚守阵地，而苏军则进行整修并准备开始春季攻势。4月16日，该师向奥得防线发动了一次大进攻，经过一番激战后被绕过并在法兰克福被击败，后向苏军投降。

## 資料來源
1. 1 2  Mitcham, Samuel W. . Mechanicsburg, PA: Stackpole Books. 2007. ISBN 0811734374.
2. ↑  Nafziger, George F. . : 60.